# Älmeboda distrikt
Älmeboda distrikt är ett distrikt i Tingsryds kommun och Kronobergs län. Distriktet ligger öster om Tingsryd. 

## Tidigare administrativ tillhörighet
Distriktet inrättades 2016 och utgörs av socknen Älmeboda i Tingsryds kommun.
Området motsvarar den omfattning Älmeboda församling hade 1999/2000.